# Corso Giulio Cesare
Corso Giulio Cesare è una delle principali arterie stradali di Torino. Lungo circa 5 km, è uno dei corsi più estesi della città: inizia da piazza della Repubblica e collega il centro storico all'estrema periferia nord, terminando in piazzale Autostrade Nord, nei pressi della Stazione di Torino Stura, con relativa area commerciale e di parcheggio.
Il corso attraversa i seguenti quartieri: 
- Aurora
- Barriera di Milano
- Rebaudengo
- Pietra Alta

## Tracciato
Prolungamento ideale di via Milano, il suo percorso attraversa dapprima il fiume Dora Riparia (tramite l'ottocentesco ponte Mosca) e, dopo aver incrociato corso Brescia, corso Emilia, corso Novara, corso Palermo, via Sempione, via Gottardo, corso Taranto, via Sandro Botticelli, piazza Derna, attraversa il torrente Stura di Lanzo (tramite il ponte Ferdinando di Savoia), il successivo piazzale Romolo e Remo al termine di corso Vercelli, la rotatoria della zona commerciale (piazzale Autostrade Nord) e il parcheggio vicino alla stazione ferroviaria Stura.

## Storia

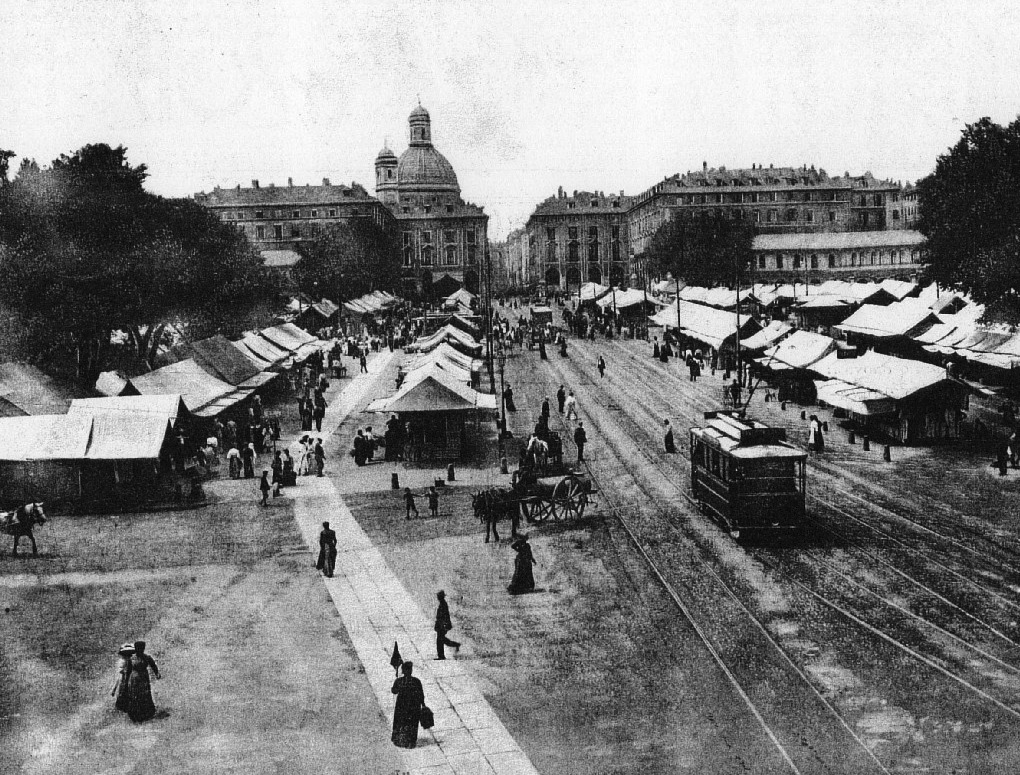
Foto d'epoca su Porta Palazzo e sul tratto iniziale di c.so Giulio Cesare

Deve il nome a Giulio Cesare, che ebbe modo di soggiornare nella Julia Augusta Taurinorum in occasione della sua nomina a console romano, quando gli fu affidato il governo delle tre province romane in Gallia, dal 58 a.C. al 50 a.C.
L'idea del Governo Sabaudo di realizzare un ampio e lungo corso che permettesse un facile e veloce accesso verso il centro della città da parte dei forestieri che provenivano da Milano nacque dall'approvazione del nuovo Piano urbanistico comunale del 1823, che stabiliva un ampliamento della città nel suo versante nord, verso la Dora Riparia. Da un lato, infatti, vi era la necessità di collegare il popoloso rione di Borgo Dora con le industrie del Canavese e con la più lontana Lombardia, dall'altro la volontà di completare l'assetto urbanistico dell'odierna piazza della Repubblica.

Fu così che si realizzò un viale alberato che, partendo dal piazzale Emanuele Filiberto (l'attuale piazza della Repubblica), conduceva verso la campagna.

In tale contesto s'inserisce anche la sostituzione del vecchio ponte in legno sulla Dora con il più funzionale e adeguato ponte Mosca che, all'epoca della sua inaugurazione, costituiva un monumentale ingresso alla città ma anche il suo confine naturale verso nord. Tale confine venne presto superato con l'avanzamento di questa importante strada cittadina che, oltre la Dora, attraversava piccoli opifici e campagne. La costruzione del corso rese inevitabile l'abbattimento di numerosi edifici i quali, nel loro dedalo di viuzze, talvolta rendevano difficoltoso il passaggio di chi voleva raggiungere in breve tempo il centro della città. Peraltro una statua bronzea di Gaio Giulio Cesare è presente presso le Porte Palatine che sorgono a breve distanza da dove ha origine il corso.
Sino agli anni '20 del Novecento, l'odierno corso Giulio Cesare risultava denominato "corso Ponte Mosca", in omaggio a Carlo Bernardo Mosca, progettista nel 1823 del Ponte Mosca, che oltrepassa la Dora Riparia: infatti nelle immediate vicinanze la stazione della Ciriè-Lanzo era chiamata anche "Stazione di Torino Ponte Mosca".

## Monumenti e luoghi d'interesse
Procedendo dal centro verso la periferia si trovano nell'ordine:
- Stazione Ciriè-Lanzo - Ormai dismessa, ufficialmente chiamata "Stazione Porta Milano", oggi ospita la sede distaccata del Museo Ferroviario Piemontese e l'officina manutentiva dei rotabili del Gruppo Torinese Trasporti
- Chiesa di San Gioacchino - Nata in sostituzione dell'antica chiesa parrocchiale del Balon, è stata edificata su progetto dell'architetto Carlo Ceppi tra il 1876 ed il 1882. Semidistrutta durante la seconda guerra mondiale, venne ricostruita nel 1946. La chiesa è composta da tre navate, divise da colonne in marmo rosso di Verona
- Ponte Mosca - Edificato tra il 1823 ed il 1830, prende il nome dall'ingegnere Carlo Bernardo Mosca che ne curò il progetto. Rappresenta l'opera architettonica più ardita della Torino ottocentesca: è lunga 50 metri, con una singola campata e un arco fortemente ribassato. Per la sua realizzazione fu necessario modificare l'alveo della Dora
- Casa Aurora - Sorta sulle ceneri della vecchia cascina Aurora, da cui prendono il nome sia l'edificio, sia l'intero quartiere circostante, si tratta di un buon esempio di architettura moderna, progettato negli anni ottanta dall'architetto Aldo Rossi per il GFT (Gruppo Finanziario Tessile). Casa Aurora è oggi sede di uffici e di una palestra
- Chiesa di Maria Regina della Pace - Costruita a cavallo fra il XIX e il XX secolo, si tratta di una storica chiesa parrocchiale di Barriera di Milano, dall'eclettica architettura bizantineggiante
- Parco Stura - Situato sulle sponde del fiume Stura, si tratta di una grande area verde dichiarata parco pubblico nel 1994
- Ponte Ferdinando di Savoia - Costruito in cemento armato, tra il 1926 e il 1928, è composto da quattro campate e misura complessivamente 126 metri di lunghezza e 36 metri di larghezza. Attraversa il torrente Stura di Lanzo, ed è intitolato a Ferdinando di Savoia-Genova
- Torri Di Vittorio - Si tratta di due grattacieli alti 70 metri e posti in prossimità dell'autostrada Torino-Trieste. Completati dalla Cooperativa "Di Vittorio" nel 1980, il complesso offre un esempio di edilizia residenziale innovativa per quell'epoca, col ricorso alla tecnologia del coffrage-tunnel mutuata dall'edilizia pubblica francese. Ancora oggi, le Torri Di Vittorio sono il primo elemento architettonico significativo per gli automobilisti che provengono dall'autostrada
- Sfinge egizia - Una copia della statua presente al Museo egizio, sorge sulla rotonda finale del corso all'incrocio con corso Vercelli. Fu creata nel 2006 da Giugiaro Design con un finanziamento straordinario della Fondazione CRT in occasione dei XX Giochi olimpici invernali

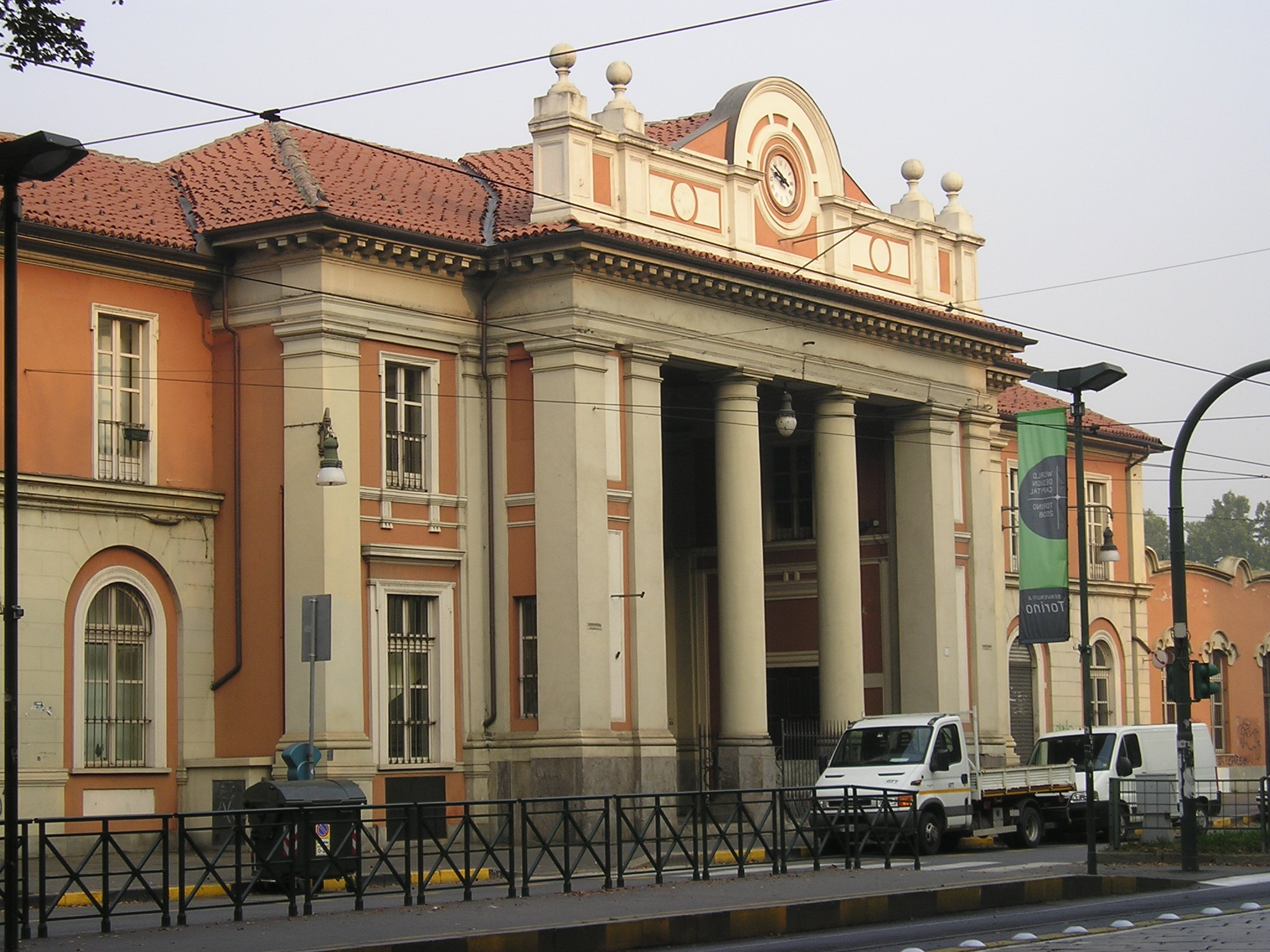
Stazione Porta Milano, meglio nota come Ciriè-Lanzo
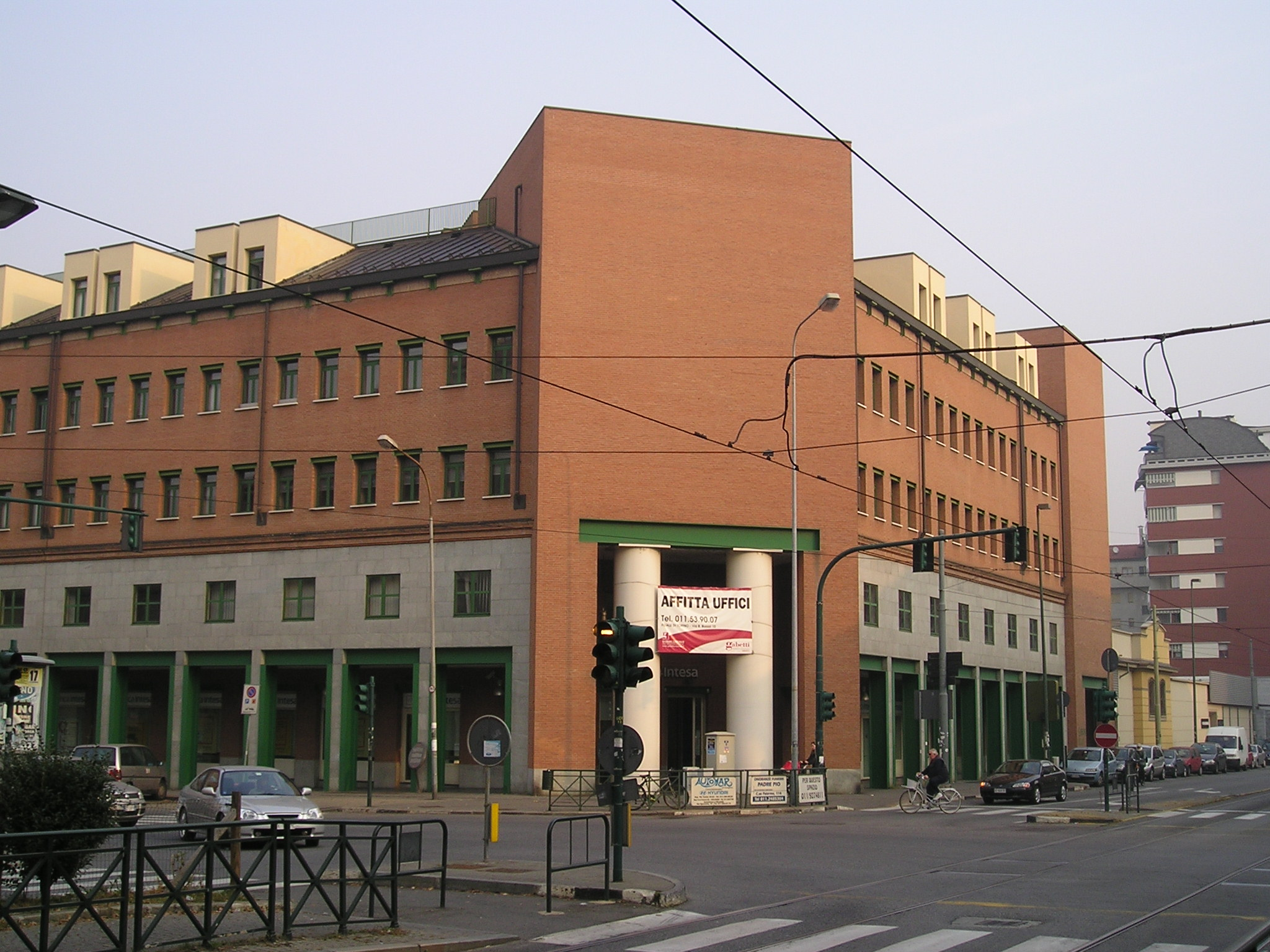
Casa Aurora
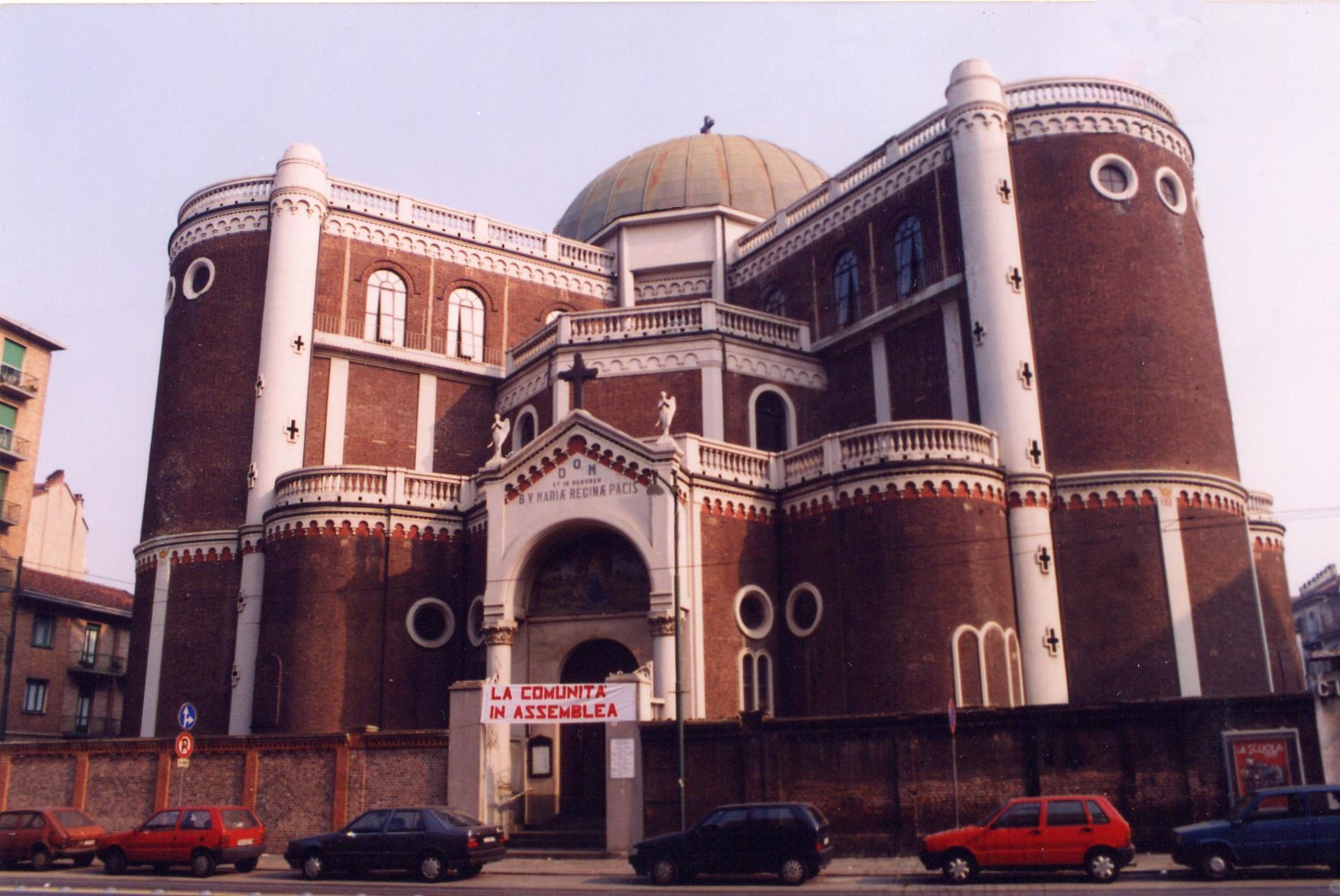
Chiesa di Maria Regina della Pace
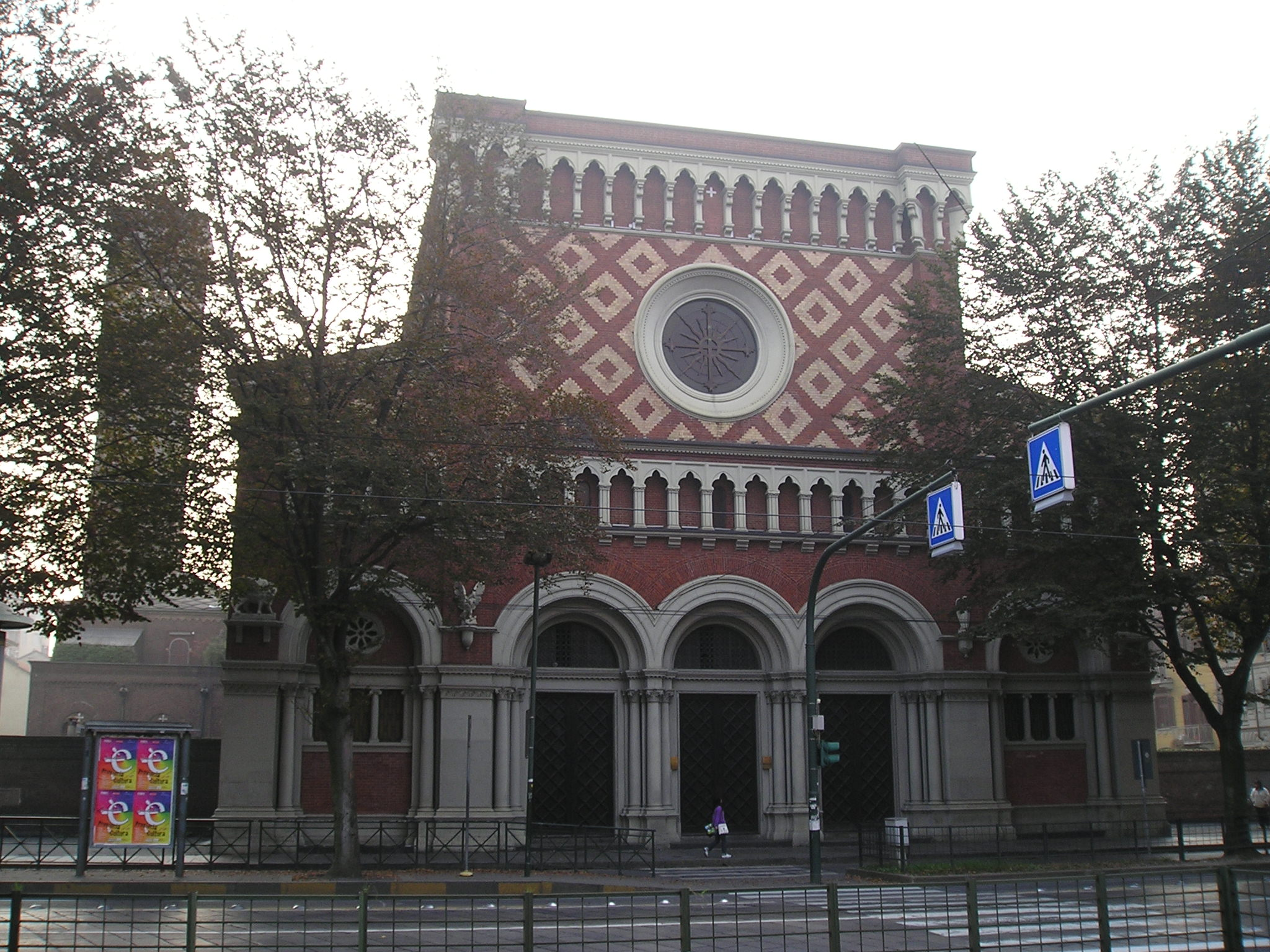
Chiesa di San Gioacchino

## Edifici non più esistenti
- Cinema Teatro Adua - Nato nel 1914 come "Cinema Londra", l'impianto fungeva un tempo sia da cinema sia da teatro, tant'è che nel 1937 fu rinominato "Cinema Teatro Adua". Nei giorni festivi, fino agli anni sessanta, la sala affiancava la proiezione del film a uno spettacolo di varietà. Chiuso inizialmente nel 1983, il cinema venne ristrutturato nel 1986 con un progetto che lo trasformò nel primo cinema multisala di Italia. Il teatro, dal canto suo, venne utilizzato per alcuni anni anche dal Gruppo della Rocca. La chiusura definitiva è avvenuta nel gennaio 2008 e l'anno successivo l'impianto è stato demolito. Al suo posto oggi sorge un edificio residenziale denominato "Palazzo Adua", in ricordo dello scomparso locale.[2]
- Cinema Major, costruito nel 1953 e chiuso nel 2003, attualmente destinato a supermercato[3]
- Edificio scolastico ospitante il "VII Istituto Tecnico Commerciale" dall'anno scolastico 1972/73, in corso Giulio Cesare 18, al quale sarà poi dato il nome di Aldo Moro nel 1979. Nell'anno scolastico 1987/88, l'edificio viene dichiarato inagibile a causa di una serie di crolli interni e successivamente demolito completamente nel 1992[4]: attualmente è presente una grande area vuota e recintata, ancora in attesa di una destinazione d'uso.

## Trasporti
Corso Giulio Cesare, grazie anche a due corsie riservate al trasporto pubblico, è percorso dalla linea tranviaria 4, e da diverse linee di autobus, sia urbani sia extraurbani.
Il tram 4 costituisce una tranvia moderna ed efficiente per la sua impostazione e realizzazione: la maggior parte del tracciato di questa linea è caratterizzato dall'autonomia della sede tranviaria rispetto al resto della carreggiata, poiché le vetture tranviarie circolano al centro della sezione stradale, separata rispetto al normale traffico veicolare privato.

## Progetti futuri
Secondo il progetto recentemente approvato dalla Regione Piemonte, il corso sarà intersecato dalla Linea 2 della metropolitana, il cui primo lotto prevede la realizzazione della fermata "Giulio Cesare" in prossimità dell'incrocio con la via Gottardo.

## Galleria d'immagini

Corso Giulio Cesare illuminato con i caratteristici lampioni a "fungo" su progetto di Guido Chiarelli, anni '60
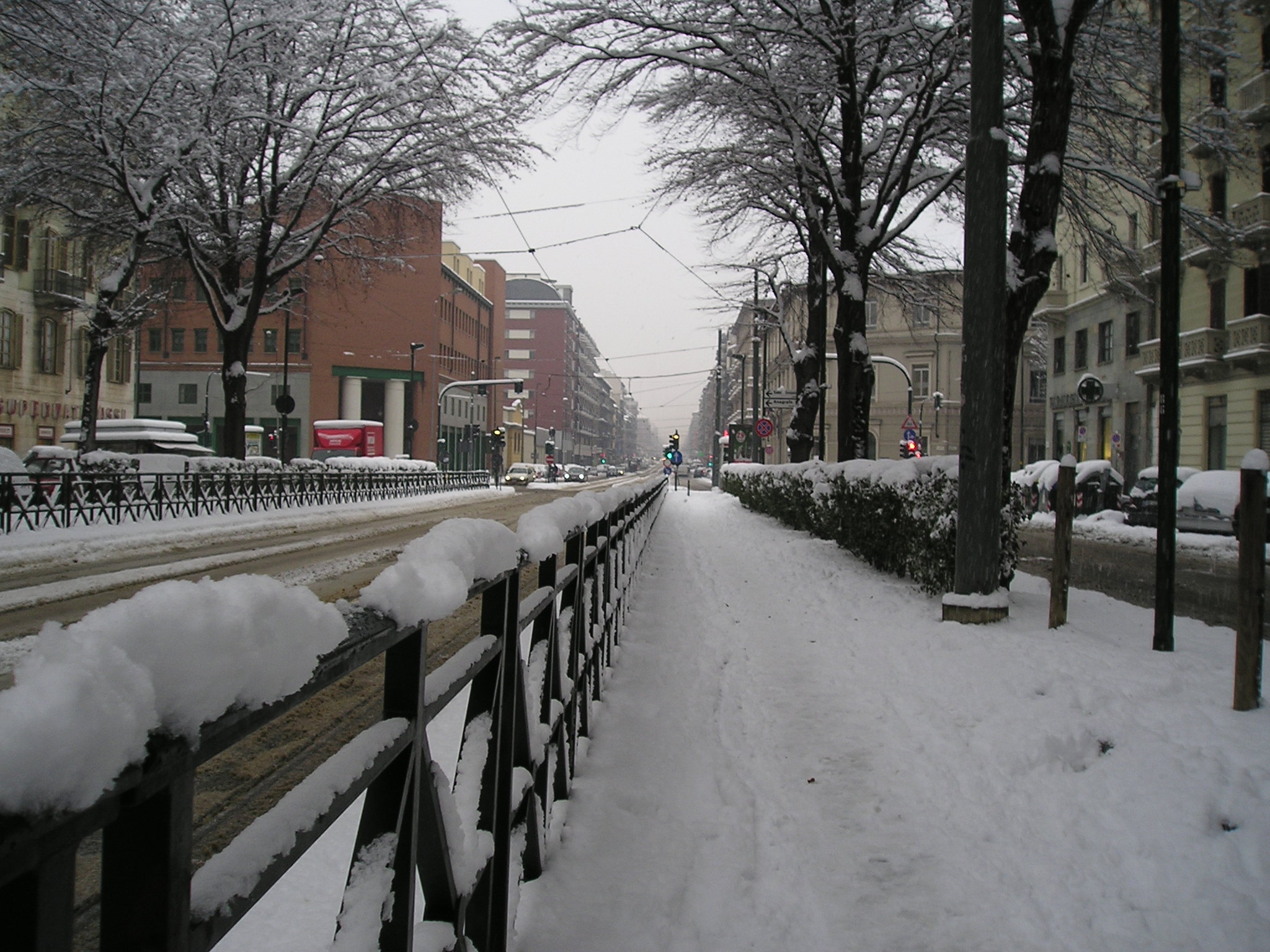
Il corso sotto una consistente nevicata (anno 2009)
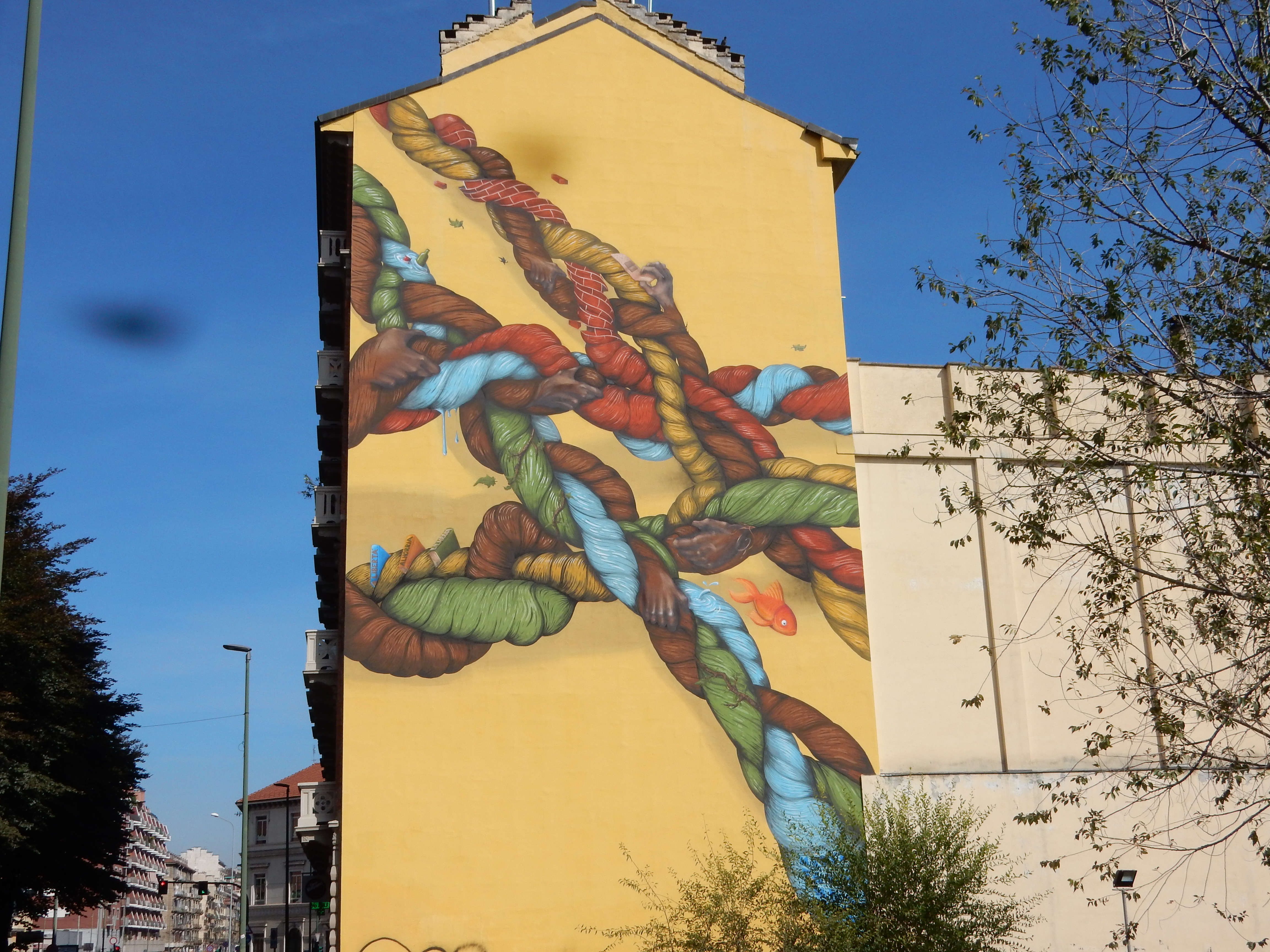
Murales in Corso Giulio Cesare 20
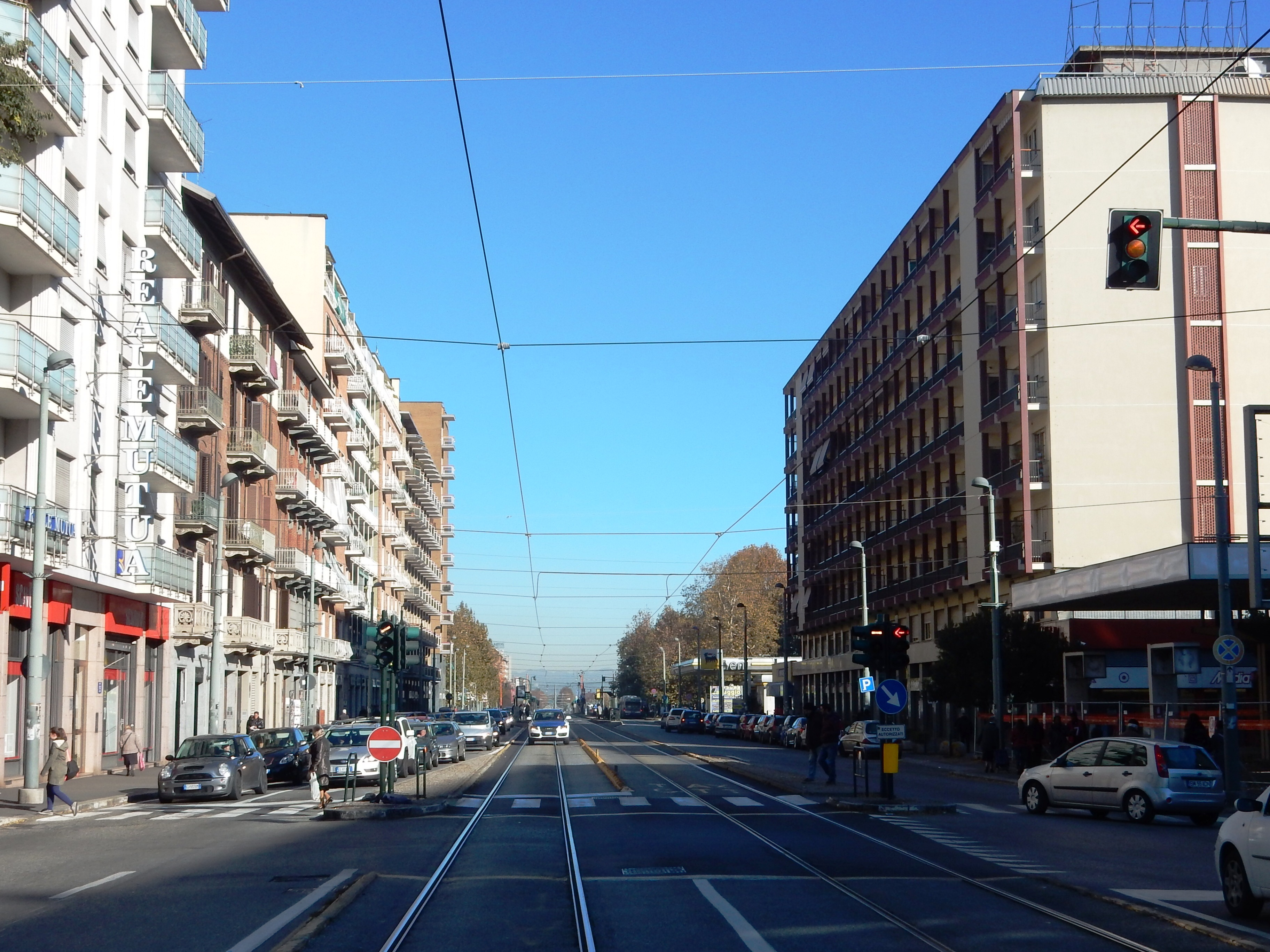
C.so Giulio Cesare verso Piazza Derna
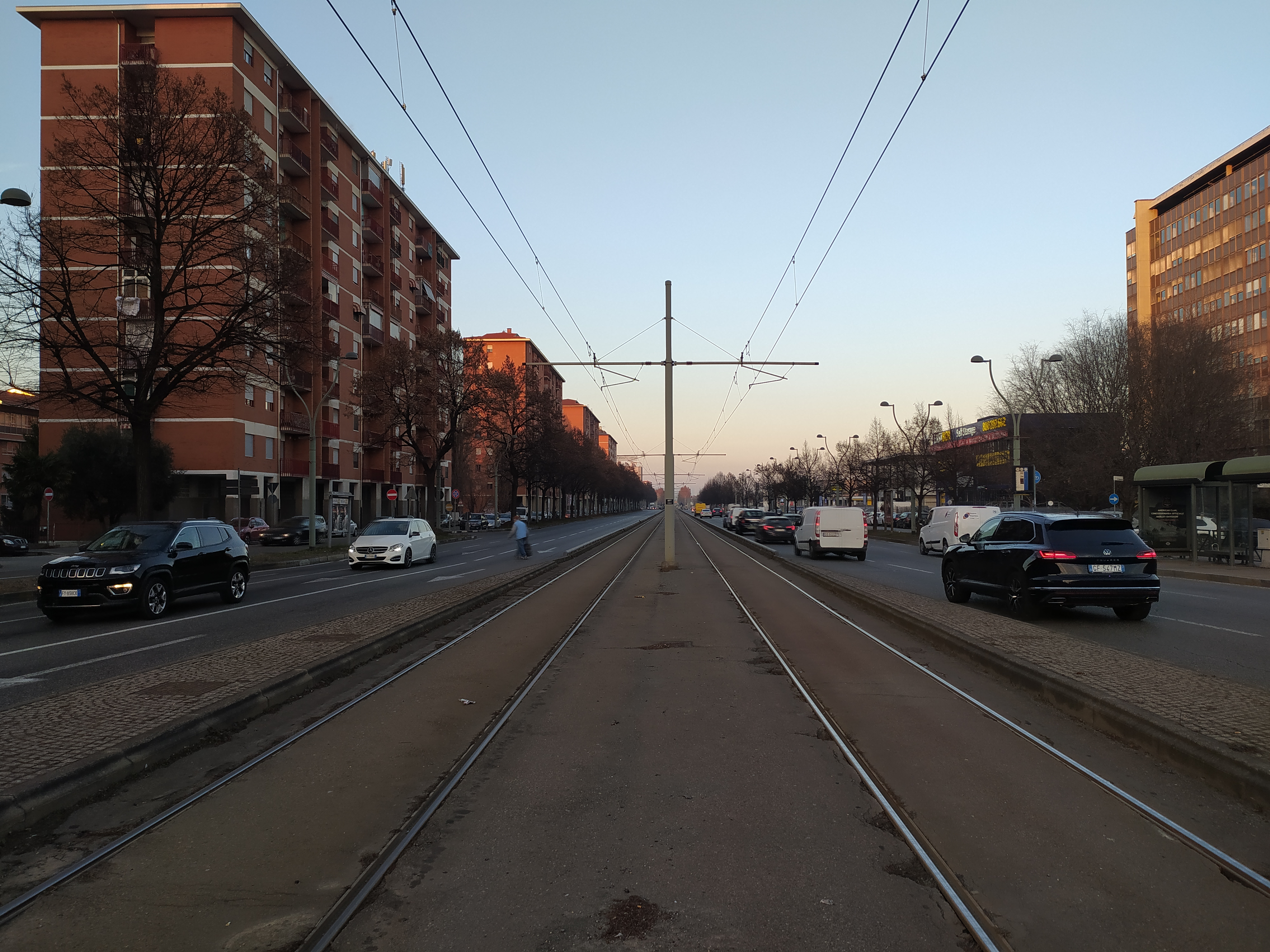
Corso Giulio Cesare dopo Piazza Derna, verso Autostrada TO-MI